# Żangaözen
Żangaözen (kaz. Жаңаөзен, dosł. „nowa rzeka”; ros. Жанаозен, Żanaozien; daw. Nowy Uzeń) – miasto w Kazachstanie, w obwodzie mangystauskim, na półwyspie Mangystau. Ludność: 152 tys. (2023).
Prawa miejskie uzyskało w 1968. Miasto znane jest głównie z wydobycia ropy naftowej (prowadzi stąd rurociąg do Samary w Rosji) i gazu ziemnego. W mieście znajdują się także zakłady przeróbki gazu ziemnego oraz rafineria ropy naftowej.

## Strajk w 2011 roku
Na początku maja 2011 r. pracownicy naftowi z obwodu mangystauskiego rozpoczęli strajk, podczas którego przedstawili władzom swoje postulaty. Chodziło przede wszystkim o poprawę warunków pracy, podwyższenie wynagrodzeń, zezwolenie na legalną działalność związków zawodowych, zaprzestanie dyskryminacji ze względu na narodowość, powołanie komisji trójstronnej oraz respektowanie układów zbiorowych.
27 maja sąd w Żangaözen uznał strajk za nielegalny.
Mimo że protest miał charakter pokojowy, 16 grudnia, w Dzień Niepodległości Kazachstanu, siły aparatu bezpieczeństwa spacyfikowały strajkujących w Żangaözen. Według oficjalnych danych zginęło 17 osób, a 86 zostało rannych. Niezależne szacunki, oparte na raportach świadków i pracowników medycznych, podają, że było to od 80 do 100 ofiar.
17 grudnia prezydent Kazachstanu Nursułtan Nazarbajew wydał rozkaz o wprowadzeniu w mieście na 20 dni stanu wyjątkowego i godziny policyjnej, zarządził blokadę dróg dojazdowych i zamknięcie przylotów na miejscowym lotnisku, wyłączenie telefonii komórkowej i internetu.
W styczniu aresztowany został Władimir Kozłow, przywódca Algi!, głównej kazachskiej siły opozycyjnej, który podczas strajku aktywnie wspierał robotników.